# Xiphosomella brasiliensis
Xiphosomella brasiliensis là một loài tò vò trong họ Ichneumonidae.